# Фуфии
Фуфиите (Fufii) са плебейска фамилия от gens Фуфии (Fufia), произлизаща от Калес в Кампания с когномен Калени (Caleni) от 2 век пр.н.е.
Мъжкото им име е Фуфий (Fufius), а женско Фуфия (Fufia).
Познати с това име:
- Фуфий (трибун 153 пр.н.е.), народен трибун 153 пр.н.е.
- Луций Фуфий, 98 пр.н.е. в Сицилия
- Гай Фуфий Кита, 53 пр.н.e., интендант на Юлий Цезар при карнутите (Цезар: De bello Gallico 7,3).
- Квинт Фуфий Кален, 47 пр.н.е. консул
  - Квинт Фуфий Кален, бие се на страната на Август
- Гай Фуфий Гемин, суфектконсул 2 пр.н.е.
  - Гай Фуфий Гемин (консул 29 г.)
- Фуфий Гемин, управител на Панония по време на Август